# Verbascum gaudini
Verbascum gaudini är en flenörtsväxtart som beskrevs av Doell och Nym.. Verbascum gaudini ingår i släktet kungsljus, och familjen flenörtsväxter. Inga underarter finns listade i Catalogue of Life.